# Cigaritis natalensis
The Natal Bar or Natal Barred Blue (Cigaritis natalensis) là một loài bướm ngày thuộc họ Bướm xanh. Nó được tìm thấy ở Nam Phi, from the East Cape along the coast to KwaZulu-Natal, Swaziland, the Orange Free State, Mpumalanga, Gauteng, the Limpopo Province, the North West Province và part of the North Cape. Nó cũng có mặt ở Botswana.
Sải cánh dài 25-32.5 mm đối với con đực và 26.5–34 mm đối với con cái. Con trưởng thành bay quanh năm with peaks from tháng 9 đến tháng 10 và from tháng 3 đến tháng 5.
Ấu trùng ăn Canthium inerme, Clerodendron glabrum và Ximenia caffra.